# Palazzo del Granchio
Il Palazzo del Granchio/Banco Cerruti/Palazzo Francesco Savoja e Matilde Savoja vedova Galletti   (l’isolato 312) è un edificio in stile eclettico costruito dal dicembre 1915 al febbraio 1917 e destinato alla sede del Banco Cerruti (una banca di proprietà dei Cerruti) ed attribuito all'architetto fiorentino Gino Coppedè. Si trova in Via Garibaldi all'incrocio con la via Cardines, nella città di Messina.

## Architettura

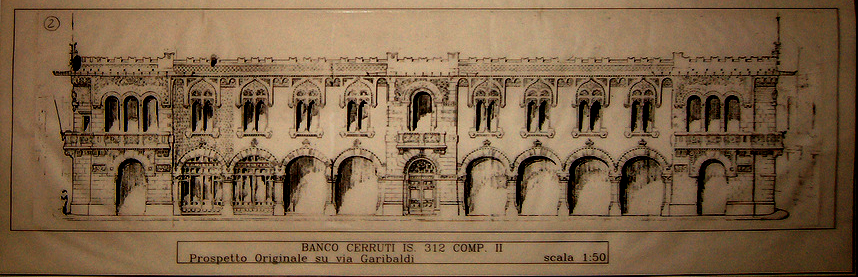
Messina, Palazzo del Granchio o Banco Cerruti, IS. 312 Comp. II, prospetto originale su via Garibaldi.

È riconoscibile dalle bifore e dall'inconfondibile granchio inserito nelle inferriate dei balconi.
Fu l'ultima opera realizzata da Coppedè. Edificio di forma triangolare con gli angoli arrotondati, i prospetti si affacciano su Via Cardines e Via Garibaldi, decorati con bifore ed elementi formali raffiguranti granchi, mascheroni prosopomorfi e graffiti, balaustre merlate e doccioni zoomorfi. Le partiture lisce dell'intonaco erano decorate con numerosi inserti graffiti e colorati in pasta. Un palazzo informato ad un linguaggio neomedievale, come può desumersi dalle mensole dei balconi e dalle modanature delle finestre. Le ringhiere dei balconi sono decorate con motivi come il granchio o l'aquila. Nel rifacimento post-bellico saranno trascurate le decorazioni.
Il Palazzetto era caratterizzato dal terrazzino angolare dove si trovava la grande formella con il Leone di San Marco, anch'essa opera di Coppedè. Il grande bassorilievo raffigurante il Leone di San Marco cadrà a seguito dei bombardamenti della seconda guerra mondiale. Nel dopoguerra Francesco e Matilde Savoja, vedova Galletti, fanno aggiungere un piano a firma dell'ingegnere Giuseppe Mallandrino.

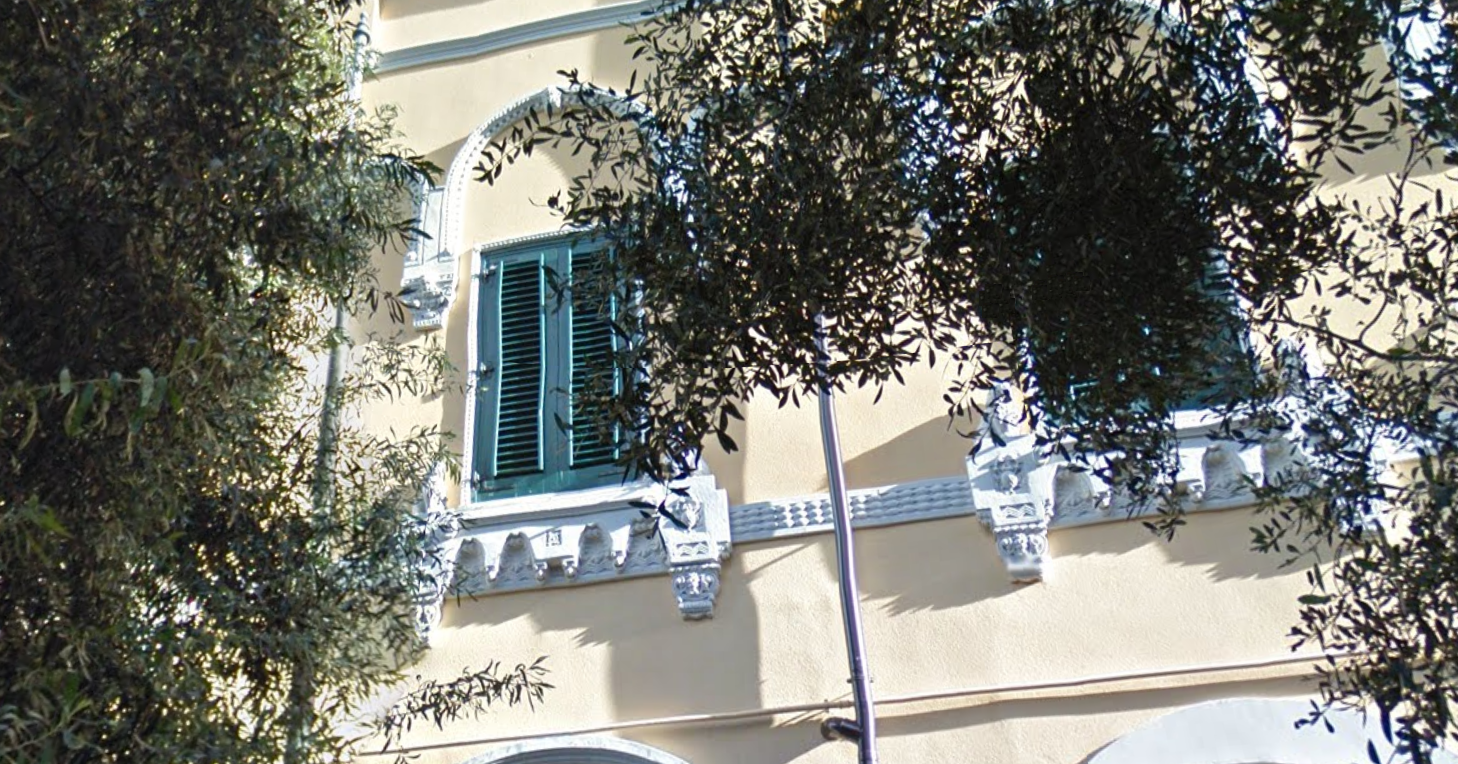
Palazzo del Granchio/Banco Cerruti (2017)
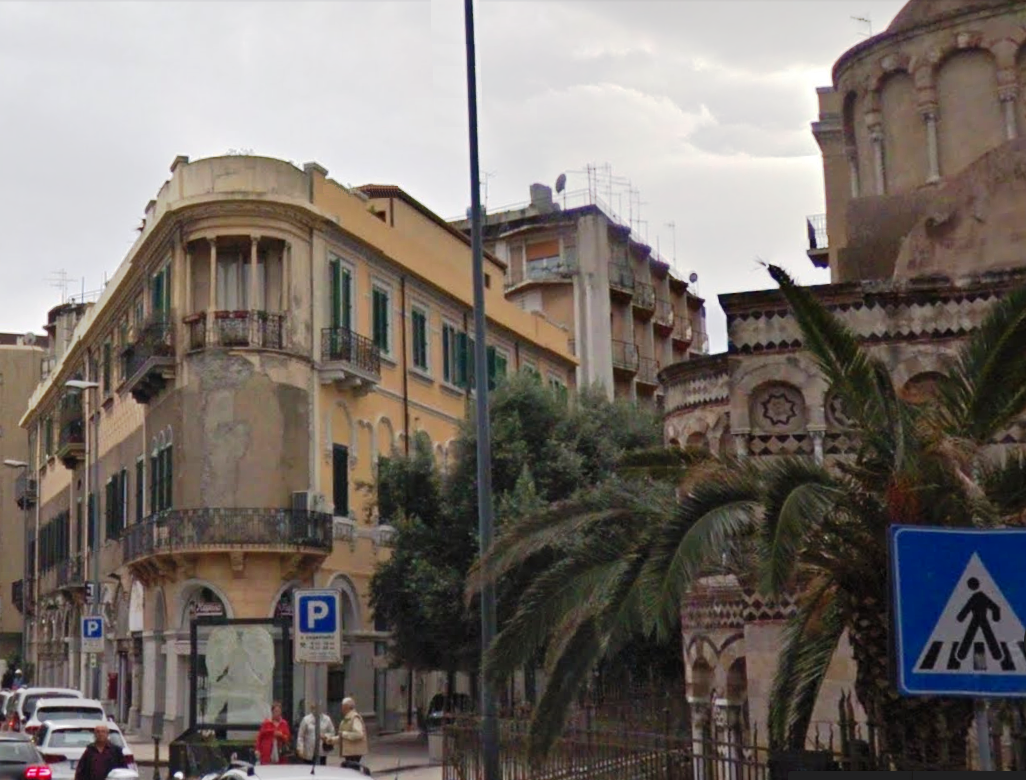
Palazzo del Granchio/Banco Cerruti (2017)
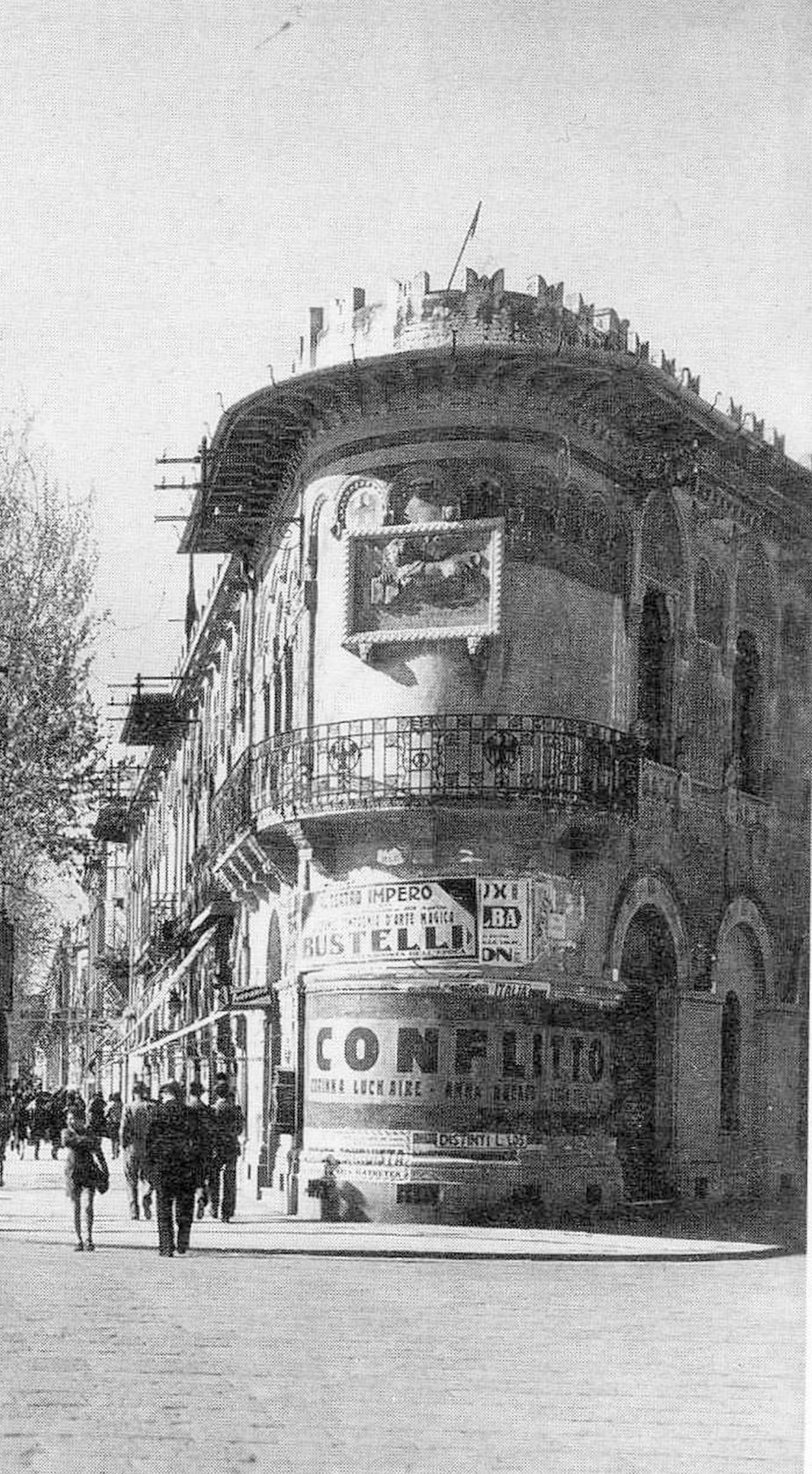
Palazzo del Granchio/Banco Cerruti, la grande formella con il Leone di S. Marco, anch´essa opera di Coppedè. Il grande bassorilievo raffigurante il Leone di San Marco cadrà a seguito dei bombardimenti della Seconda guerra mondiale.
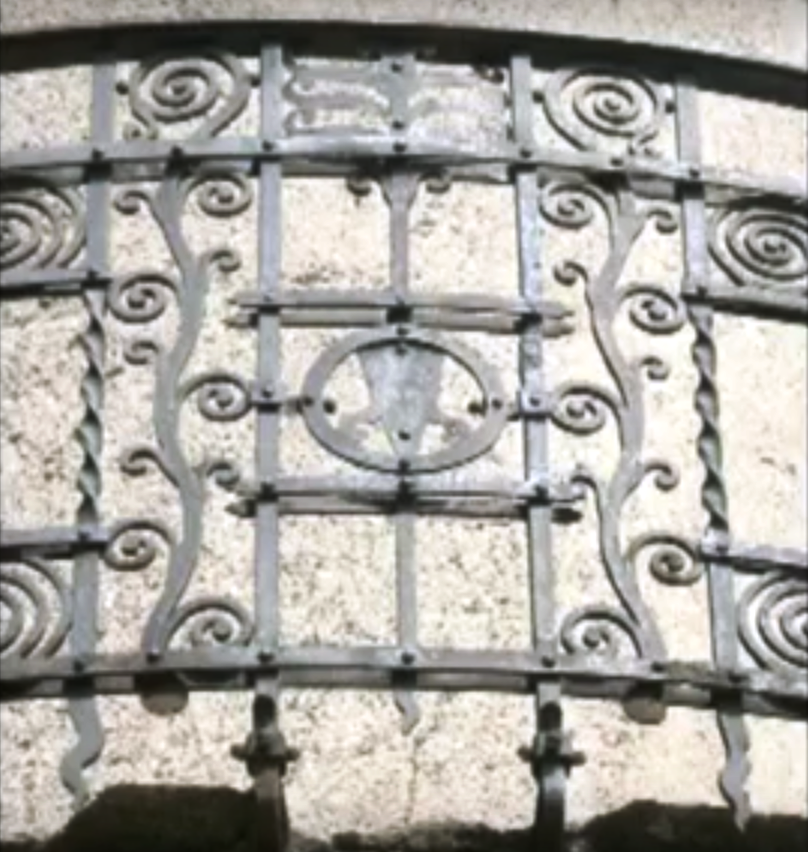
Palazzo del Granchio/Banco Cerruti, il granchio inserito nelle inferriate dei balconi.
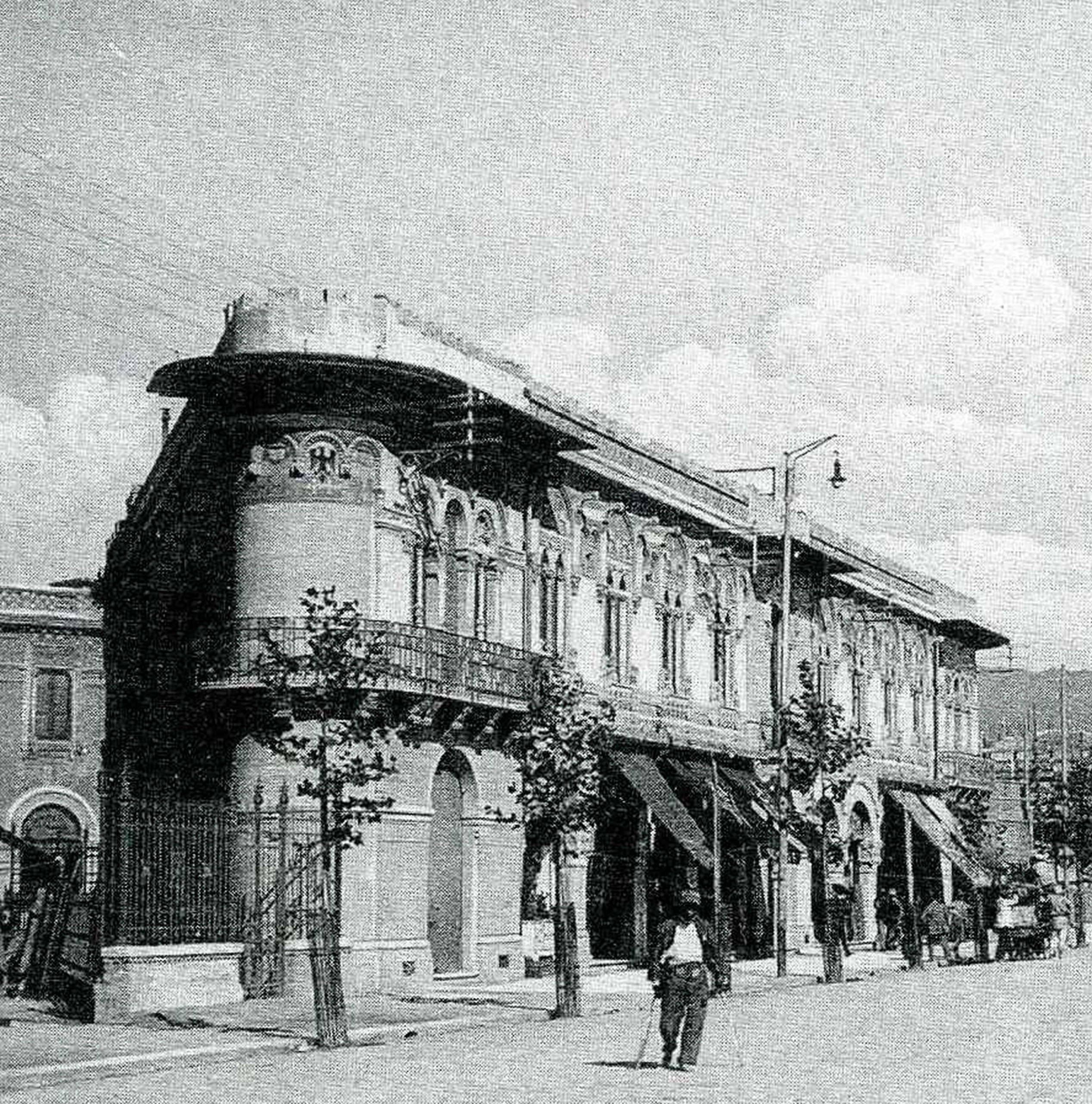
Palazzo del Granchio/Banco Cerruti, facciata con le bifore antiche
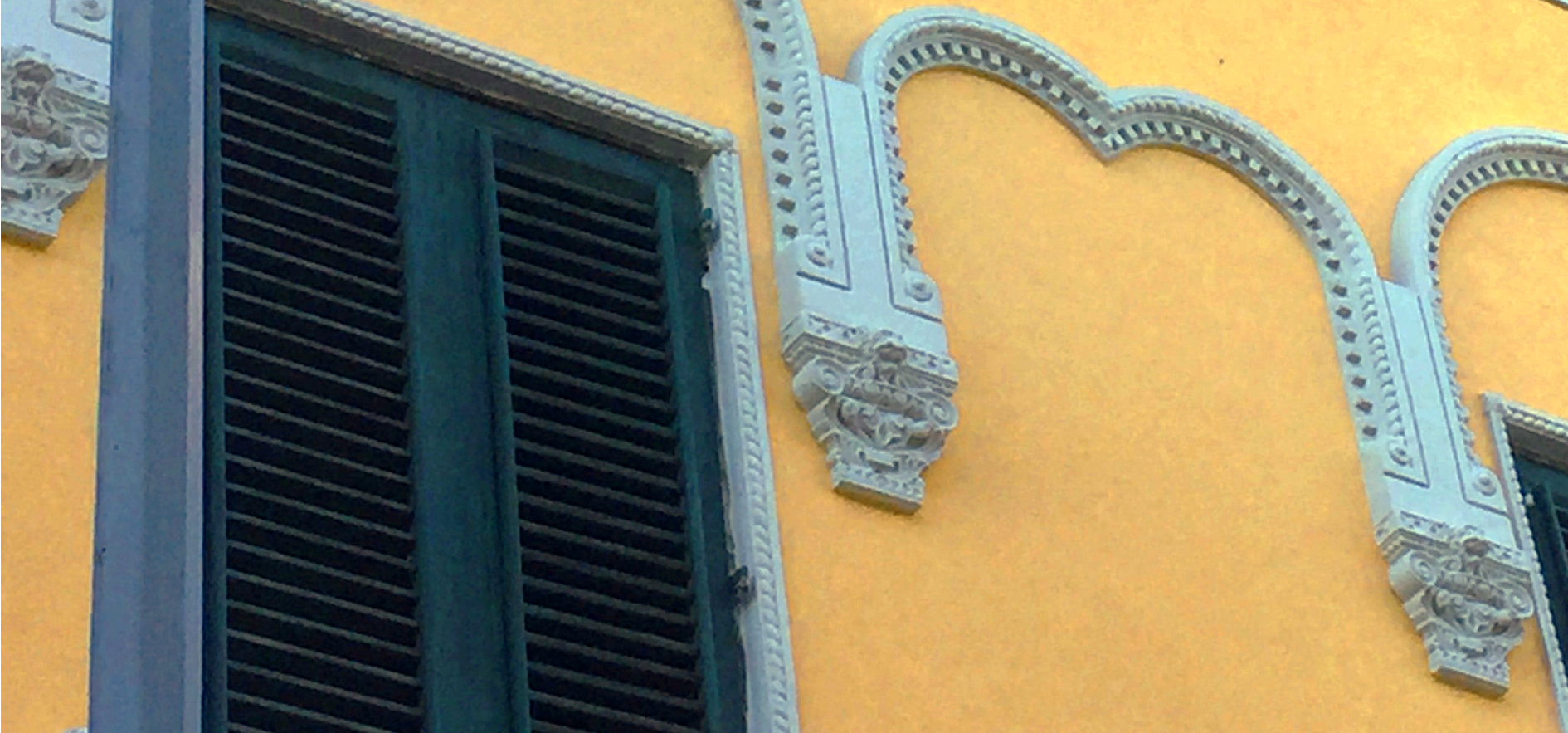
Palazzo restaurato
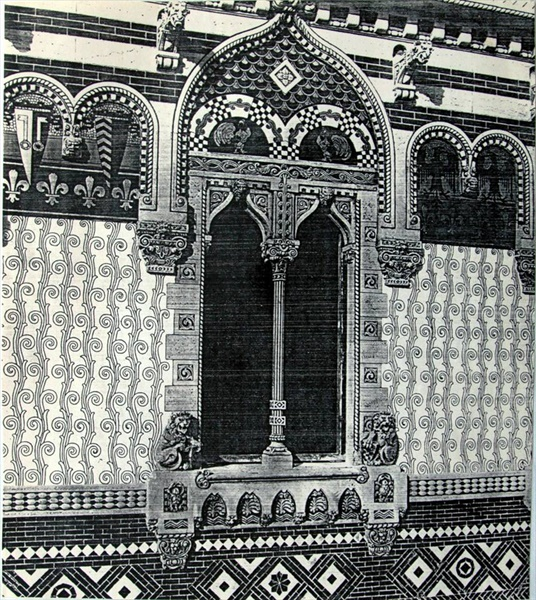
Messina, finestra, Palazzo del Granchio o Banco Cerruti o Palazzo Coppedè, Via Garibaldi.